# Niels Bohr Institutets Æresmedalje
Niels Bohr Institutets Æresmedalje blev indstiftet i 2010 i anledning af 125-året for Niels Bohrs fødsel. Æresmedaljen bliver hvert år tildelt en særligt fremragende forsker, der arbejder i Niels Bohrs ånd. Medaljen uddeles årligt ved en ceremoni på institutet. I begrundelsen for tildelingen, som fremgår af det diplom, der medfølger, er "At fremme og opmuntre samarbejde mellem enkeltpersoner og nationer gennem videnskab. Tildelt i anerkendelse af modtagerens bidrag til en åben udveksling af ideer og erfaring". 
Medaljen er udført af billedhuggeren Rikke Raben for Niels Bohr institutet. På forsiden ses et portræt af Niels Bohr, et atomtegn og stjerner. Bagsidens illustration er inspireret af et citat fra Bohr: What is it that we human beings ultimately depend on? We depend on our words. We are suspended in language. Our task is to communicate experience and ideas to others.
Medaljen er udført i sølv på Den Kgl. Mønt. Den er realiseret via en donation fra C.L. Davids Fond.
Teksten på bagsiden af medaljen: Unity of Knowledge - titlen på et foredrag Bohr holdt på Columbia University i 1954. Nosce te ipsum er latin og betyder "kend dig selv". Det står over indgangen til Oraklet i Delfi, Apollon templet i Grækenland.

## Modtagere af medaljen
- 2010 Professor i fysik ved Illinois Universitetet Leo Kadanoff
- 2011 Professor i fysik ved Manchester Universitetet Andre Geim
- 2012 Direktør på Max Planck Instituttet for Kvanteoptik i München, Tyskland, Ignacio Cirac
- 2013 Partikelfysiker Fabiola Gianotti fra CERN-instituttet i Schweiz
- 2014 Glaciolog og direktør for Laboratoire de Glaciologie et Géophysique de l’Environnement i Grenoble, Frankrig, Jérôme Chappellaz
- 2015 Professor i astronomi, rektor på Australian National University,  Brian Schmidt